# トヨタ・TF106
トヨタ・TF106は、トヨタが2006年のF1世界選手権に投入したフォーミュラ1カーである。

## 開発
通常、新車のシェイクダウンは年明けに行われるが、トヨタは2005年シーズン閉幕から間もない11月末に早々とTF106を発表した。ウィンターテストで走行距離を稼ぎ、開幕前に新エアロパッケージを投入し、さらに前半戦にはBスペックマシンを投入するという前倒しのアップデートを計画していた。
フロントサスペンションはTF105Bを踏襲し、モノコックにシングルキールの突起を残したままゼロキール方式としている。リアサスペンションの構成は改良され、ロータリーダンパーをストレートダンパーに戻したことで、過去2年悩まされていたリアの挙動を抑えることが出来た。
レギュレーション変更に伴い、エンジンは3リッターV10から2.4リッターV8にサイズダウンされた。エンジンの全長が短くなった分、シャシーとエンジンの間に100mmのスペーサーを入れて、従来と変わらないホイールベースにしている。
また、タイヤメーカーは参戦以来契約していたミシュランからブリヂストンユーザーに転向した。テストでは特性の異なるブリヂストンタイヤを理解することに重点が置かれた。
元々TF105Bはタイヤに優しいマシンだったが、V8エンジンになったことにより馬力が減少した結果、逆にメカニカルグリップ不足に悩まされ、開幕戦は悲惨な結果となった。第2戦では開幕戦の反省を踏まえ、必要以上にダウンフォースを付けることにより対策した結果シューマッハが8位入賞を果たしたが、当然トップスピードが犠牲となった。第3戦ではブリヂストンが低温でも発熱する新コンパウンドを導入したことや荒れたレース展開に助けられ、シューマッハが3位を獲得した。だが、この低迷の責任を取らせる形でトヨタはテクニカルディレクターのマイク・ガスコインをシーズン序盤で解雇。以後は集団指導体制での開発に方向転換し、早急にBスペックの導入が待たれるようになった。

## TF106B
第7戦モナコGPから投入されたTF106Bスペックでは、主に重量バランスが改善された。シャシーとエンジンの間に挟んでいたスペーサーを取り除き、燃料タンクを延長することでホイールベースの帳尻を合わせた。これにより全体の剛性が強化されている。
シャシーはノーズ下部のセンターキールが撤廃され、ゼロキールの目的である気流の通過促進に見合う形になった。フロントサスペンションのジオメトリーも変更され、プッシュロッドの傾斜角がきつくなった。ノーズ上面にはプルロッドのピックアップ用バルジが付けられたが、この空力的影響は小さい。
この頃からブリヂストン勢がミシュラン勢よりレースで優位に立つようになり、ブリヂストンユーザーで実質2番手だったトヨタのポジションも相対的に上昇していった。上位にも顔を出すようになったが、昨年は活用できていたサードカーが使えなくなったことにより信頼性に影響し、思うようにポイントを重ねることができなかった。結局波に乗り切れないままシーズンは終了し、両ドライバー合わせて35ポイントの6位と、昨年の4位88ポイントにまったく及ばなかった。

## スペック

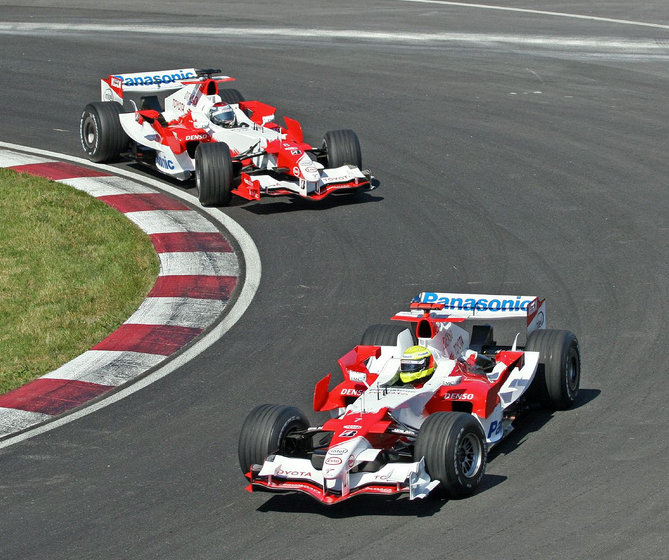
カナダGPでタンデム走行するTF106B

### シャシー
- シャシー カーボンファイバー及びハニカム構造
- フロントサスペンション カーボンファイバー製ダブルウィッシュボーン プッシュロッド アクティブ・ロッカー／トーションバー ダンパー及びアンチロールバー一式
- リアサスペンション カーボンファイバー製ダブルウィッシュボーン プッシュロッド アクティブ・ロッカー／トーションバー ダンパー及びアンチロールバー一式
- ショックアブソーバー ペンスキー
- ホイール BBS
- 燃料タンク ATL
- タイヤ ブリヂストン ポテンザ
- ブレーキキャリパー ブレンボ
- ブレーキ素材 ヒッコ (前後カーボン製)
- エレクトロニクス トヨタ／マニエッティ・マレリ
- トランスミッション トヨタ製メインケース/Xtrac製内部構造 シーケンシャル7速＋リバース
- 全長 4,530 mm
- 全幅 1,800 mm
- 全高 950 mm
- ホイールベース 3,090 mm
- 重量 600 kg（ドライバー、カメラ含む）

### エンジン
- 型式 トヨタRVX-06
- 気筒数・角度 V型8気筒・90度
- 排気量 2,398cc
- 最高回転数 約 19,000 回転
- 馬力 約 740 馬力
- スパークブラグ デンソー
- 燃料及び油脂類 エッソ

## 2006年シーズン
| 年   | No. | ドライバー           | 1   | 2   | 3   | 4   | 5   | 6   | 7   | 8   | 9   | 10  | 11  | 12  | 13  | 14  | 15  | 16  | 17  | 18  | ポイント | ランキング |
| 年   | No. | ドライバー           | BHR | MAL | AUS | SMR | EUR | ESP | MON | GBR | CAN | USA | FRA | GER | HUN | TUR | ITA | CHN | JPN | BRA | ポイント | ランキング |
| ---- | --- | -------------------- | --- | --- | --- | --- | --- | --- | --- | --- | --- | --- | --- | --- | --- | --- | --- | --- | --- | --- | -------- | ---------- |
| 2006 | 7   | ラルフ・シューマッハ | 14  | 8   | 3   | 9   | Ret | Ret | 8   | Ret | Ret | Ret | 4   | 9   | 6   | 7   | 15  | Ret | 7   | Ret | 35       | 6位        |
| 2006 | 8   | ヤルノ・トゥルーリ   | 16  | 9   | Ret | Ret | 9   | 10  | 17  | 11  | 6   | 4   | Ret | 7   | 12  | 9   | 7   | Ret | 6   | Ret | 35       | 6位        |

- ドライバーズランキング
  - ラルフ・シューマッハ 20ポイント 10位
  - ヤルノ・トゥルーリ 15ポイント 12位